# Instrumento da Rendição Alemã
O Instrumento da Rendição Alemã foi o documento que marcou, oficialmente, o fim da Segunda Guerra Mundial na Europa. Foi assinado às 22h43 CET do dia 8 de maio de 1945, e a rendição foi levada a efeito às 23h01 CET do mesmo dia.
No dia anterior, a Alemanha havia assinado um documento semelhante, também de rendição aos Aliados, em Reims, França. Entretanto a União Soviética não reconheceu tal documento, sendo então necessário assinar um outro. Ademais, imediatamente após a assinatura, as forças alemãs receberam ordens de cessar-fogo no oeste e continuar lutando no leste. A Alemanha sob o Governo de Flensburg — liderado pelo chefe de estado, Grande Almirante Karl Dönitz — também acatou a decisão dos Aliados de firmar um novo documento, o que foi feito na sede da Administração Militar Soviética na Alemanha (em Berlim-Karlshorst). O Instrumento de Rendição Alemã foi assinado por representantes do Oberkommando der Wehrmacht (OKW)  e da Força Expedicionária Aliada, representada pelos britânicos e pelo Comando Supremo do Exército Vermelho, com os representantes franceses e americanos assinando como testemunhas. Dessa vez, o General-marechal de campo Wilhelm Keitel foi o representante máximo da Alemanha na cerimônia de assinatura. O documento de rendição da Alemanha também levou à "queda de facto da Alemanha nazista". Em consequência, os Aliados ocuparam a Alemanha, o que seria confirmado posteriormente, em 5 de junho de 1945, por meio da Declaração de Berlim, emitida conjuntamente pelos quatro países Aliados (Estados Unidos, Reino Unido, França e União Soviética), agora como representantes da nova Alemanha.
Houve três versões linguísticas do documento de rendição — inglês, russo e alemão — sendo que as versões em inglês e russo foram proclamadas, no próprio documento, como as únicas autorizadas.
O dia 8 de maio de 1945 ficou conhecido como o Dia da Vitória na Europa, enquanto, para os soviéticos, o Dia da Vitória é celebrado em 9 de maio, pois o documento foi assinado após a meia-noite, segundo o horário de Moscou. Na Alemanha, a data ficou conhecida como "Dia da Capitulação" (Tag der Kapitulation), porém esse termo raramente é utilizado.

## Preparativos
A preparação do texto do instrumento de rendição começou a ser preparado pelos representantes dos Estados Unidos, União Soviética e do Reino Unido na Comissão de Assessoramento Europeia (CAE) durante 1944. Em 3 de janeiro de 1944 o Comitê de Segurança da CAE propôs

a capitulação da Alemanha deveria ser registrada em um único documento de rendição incondicional.

O comitê também sugeriu que o instrumento de rendição seja assinado pelos representantes do Alto Comando Alemão. Essa recomendação tinha como objetivo prevenir a repetição da lenda da punhalada pelas costas, criada pela Alemanha após a derrota na Primeira Guerra Mundial, desde que o ato de rendição de novembro de 1918 foi assinado os representantes do governo e os militares alemães afirmavam que o Alto Comando não era responsável pela derrota.
Nem todos concordaram com as previsões do Comitê de Segurança a respeito do fim da guerra. O embaixador William Strang, representante britânico na CAE, afirmou:

É impossível no momento presente prever em quais circunstâncias as hostilidades com a Alemanha podem ser suspensas. Portanto, não podemos dizer qual o procedimento seria o mais adequado, se, por exemplo, a melhor saída será um armistício completo e detalhado ou um armistício breve conferindo poderes gerais ou quem sabe nenhum armistício, mas uma série de capitulações locais por comandante inimigo.

Os termos de rendição foram primeiramente discutidos no primeiro encontro da CAE em 14 de janeiro de 1944.
Em 14 de março de 1945, a CAE teve uma reunião com os representantes da Tchecoslováquia, Países Baixos, Bélgica, Luxemburgo, Noruega, Iugoslávia e Grécia para discutir o instrumento de rendição. O governo tcheco propôs que deveria ser incluído um parágrafo no documento contra a aquisição de territórios através do uso da força e mencionar a responsabilidade do estado alemão para com a guerra. Devido terem desempenhados um papel menor junto as Nações Aliadas, os representantes da Bélgica, Países Baixos e Luxemburgo recomendaram que o instrumento de rendição deveria deixar claro qual o papel dos países menores no controle da Alemanha. O governo norueguês requisitou que fossem incluídas referências específicas para a rendição das tropas alemãs em seu território. O governo iugoslavo declarou não ter intenção de fazer nenhuma recomendação específica até um acordo da unidade de governo entre Josip Broz Tito e o primeiro-ministro Ivan Šubašić. O governo grego requisitou que fosse incluído no documento uma cláusula de que todo o equipamento militar das tropas alemãs que estivessem em território grego no momento da rendição deveria ser incorporado ao Governo Real Grego.

## Cerimônia de Rendição

### Rendição em Reims

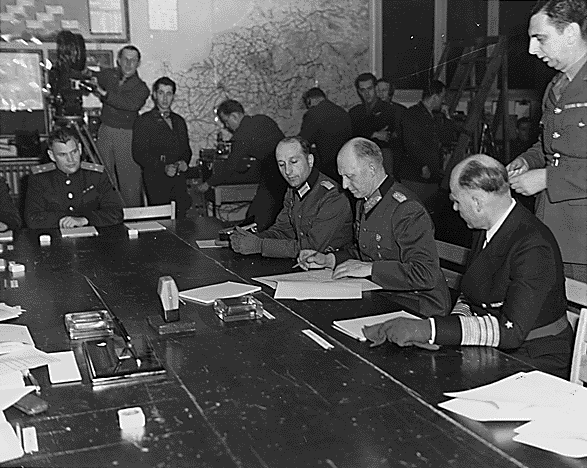
Generaloberstl Alfred Jodl assinando os documentos da capitulação em Reims.

O primeiro Instrumento de Rendição foi assinado em Reims às 02h41 Horário da Europa Central em 7 de maio de 1945. A assinatura aconteceu em uma escola que serviu como Comando Supremo das Forças Expedicionárias Aliadas  e passou a ter efeito a partir de 23h00 de 8 de maio.
A rendição incondicional das forças armadas alemãs foi assinada pelo Generaloberst Alfred Jodl, em nome do Oberkommando der Wehrmacht ("Alto comando das Forças Armadas") e como representante do novo Reichspräsident, o Großadmiral Karl Dönitz. Walter Bedell Smith assinou em nome dos Aliados Ocidentais e Ivan Susloparov pelos Soviéticos. O Major-General francês François Sevez assinou como testemunha oficial.

### Rendição em Berlim

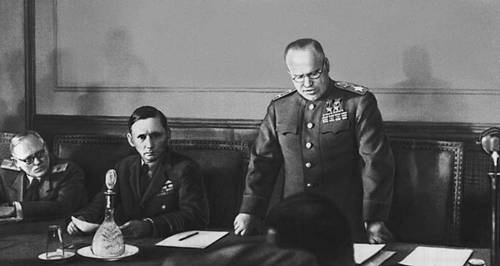
Marechal da União Soviética Gueorgui Júkov lendo a capitulação alemã em Berlim. Sentado à sua direita está o Marechal Chefe do Ar Arthur Tedder.

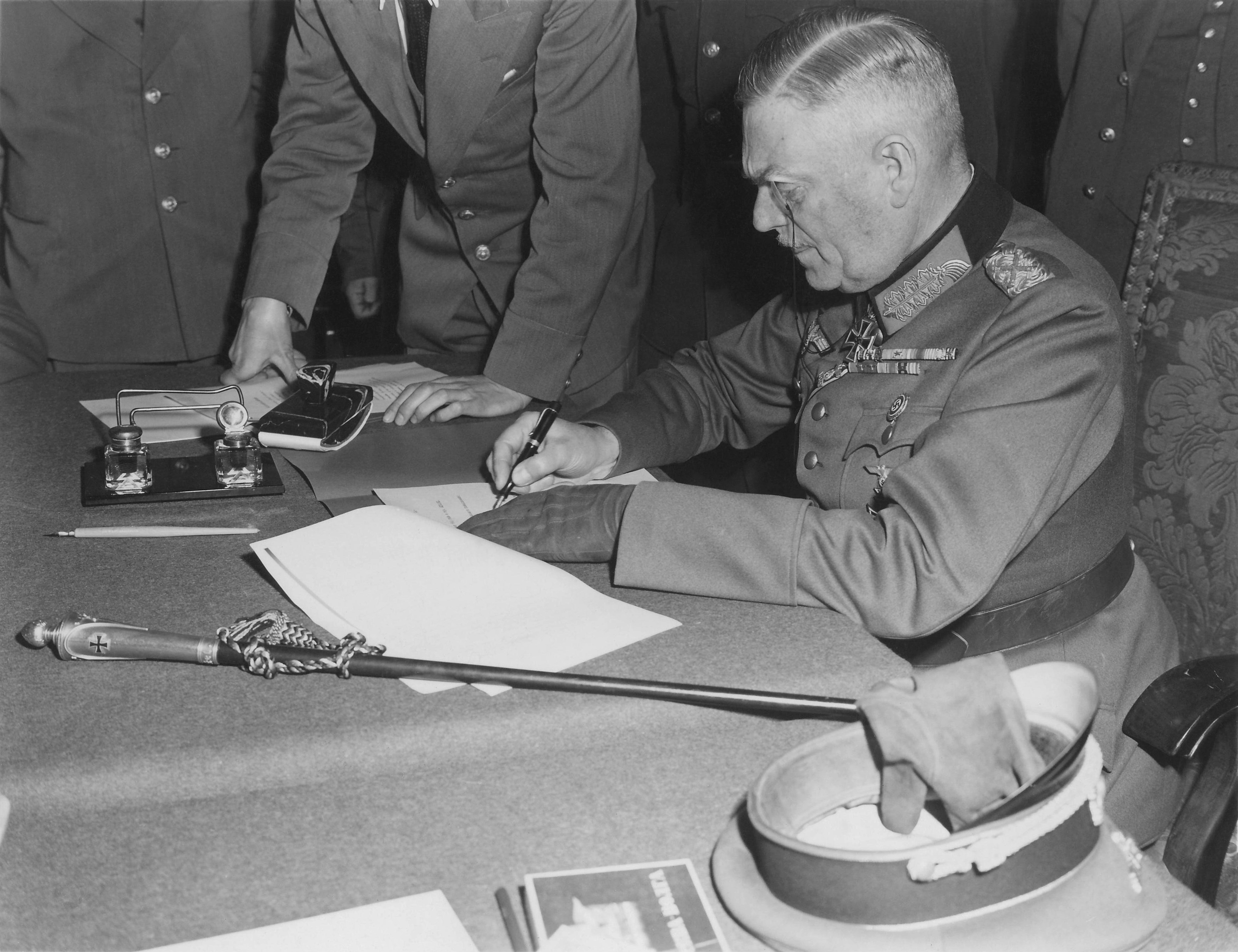
Marechal de Campo Wilhelm Keitel assinando os termos de rendição retificados.

Os soviéticos diziam que a rendição era um evento histórico único e singular. Eles também acreditavam que não deveria ocorrer em território libertado, vitimado pelas agressões alemãs, mas sim do local onde as ordens de ataque do governo alemão eram dadas: Berlim. O lado soviético insistia que o ato de rendição deveria ser considerado um "protocolo preliminar de rendição", então os aliados concordaram que outra cerimônia deveria acontecer em Berlim. O segundo ato militar de rendição foi assinado pouco depois da meia noite de 8 de maio e ocorreu na Administração Militar Soviética, em Berlin-Karlshorst, atual Museu Alemão-Russo Berlin-Karlshorst.
Representantes:
- União Soviética: Marechal Gueorgui Júkov
- Reino Unido: Marechal Chefe do Ar Arthur Tedder
- Estados Unidos: General Carl Spaatz, como testemunha
- França: General Jean de Lattre de Tassigny, como testemunha
- Alemanha:
  - Marechal de Campo Wilhelm Keitel
  - General Almirante Hans-Georg von Friedeburg
  - Coronel-General Hans-Jürgen Stumpff